# Ballade héroïque pour piano et orchestre

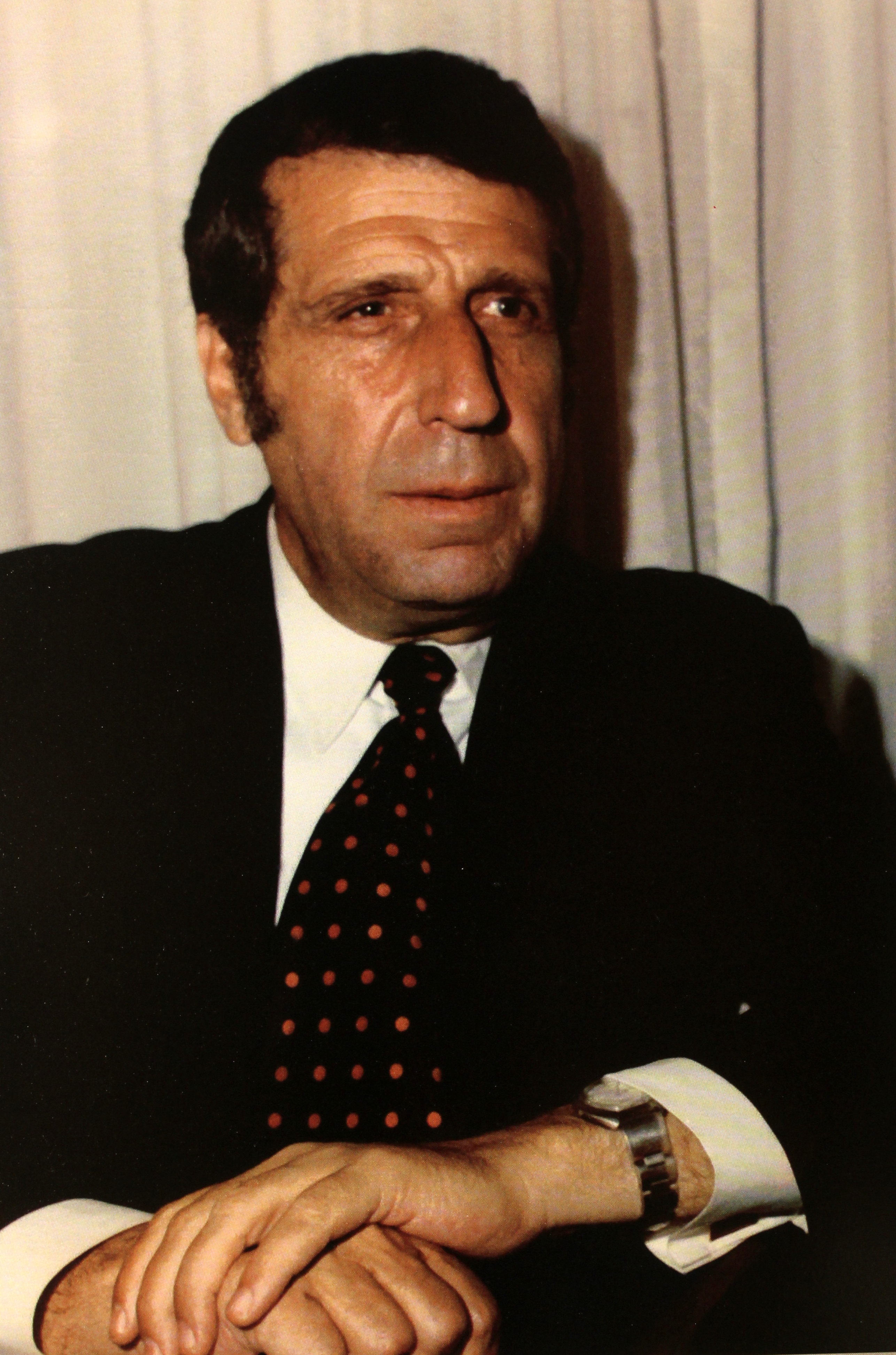
Arno Babadjanian.

La Ballade héroïque pour piano et orchestre, est une œuvre concertante d'Arno Babadjanian écrite en 1950. Inspirée par le langage post-romantique de Rachmaninov et la musique populaire arménienne, il s'agit d'une des œuvres les plus célèbres et les plus jouées du compositeur, encore aujourd'hui.
D'une durée approximative de trente minutes, elle est composée de plusieurs mouvements successifs très caractérisés, qui alternent entre un héroïsme et une intensité musicale très forte et un lyrisme très intime et nostalgique aux couleurs orchestrales exaltantes.

## Structure de l’œuvre
1. Maestoso
2. Allegro vivace
3. Andante cantabile
4. Allegro moderato
5. Maestoso ; Tempo di Marcia Funebre
6. Allegro vivace
7. Andante

## Description
Les différents mouvements s'enchaînent sans interruption, donnant ainsi une forme très libre et presque improvisé à l’œuvre.
Affirmant dès le début un caractère très héroïque, l'introduction orchestrale très cinématographique se dissipe avec l'entrée du piano et sa mélodie très riche et colorée, bientôt reprise par l'orchestre. Une section de type toccata, très rythmique, vient bouleverser l'atmosphère initiale, évoquant alors Kabalesvki et Khatchatourian. Alors que la texture orchestrale gagne progressivement en intensité, un scherzo rapide à 5/8 vient opposer piano et orchestre dans des élans rythmiques surprenants. Après quelques minutes, l'élan s'estompe et une marche funèbre débute, à l'orchestre puis au piano. De plus en plus majestueuse, son caractère dramatique s'intensifie peu à peu jusqu'à un climax qui semble annoncer la fin de l’œuvre, cependant retardée par des notes soutenues aux cors. S'enchaîne alors un Allegro vivace palpitant, suivi, à l'instar de Rachmaninov, par une grande mélodie finale, dernier élan de lyrisme de l’œuvre.

## Discographie
- Ballade héroïque pour piano et orchestre ; Arno Babadjanian (piano), Moscow Radio Symphony Orchestra dirigé par Nathan Rachlin, Classical Roots Records
- Ballade héroïque (avec le Nocturne de Babadjanian et le Concerto pour piano de Tjeknavorian) ; Armen Babakhanian (piano,) Armenian Philharmonic Orchestra dirigé par Loris Tjeknavorian, ASV, 1998
- Ballade héroïque (avec le Concerto pour piano n°2 de Rachmaninov) ; Jean-Paul Gasparian (piano), Berner Symphoniorchester dirigé par Stefan Blunier, Claves Records, 2022